# Szeligi (województwo warmińsko-mazurskie)
Szeligi (niem. Seliggen) – wieś w Polsce położona w województwie warmińsko-mazurskim, w powiecie ełckim, w gminie Ełk.
W latach 1975–1998 miejscowość administracyjnie należała do województwa suwalskiego.
Miejscowość letniskowa nad jeziorem Selmęt Wielki, kąpielisko, plaża, camping, ośrodki wczasowe.